# Seankhenre Mentuhotepi
Seankhenre Mentuhotepi là một pharaon của Thời kỳ Chuyển tiếp thứ Hai của Ai Cập. Theo nhà Ai Cập học Kim Ryholt và Darrell Baker, ông là vị vua thứ năm của Vương triều thứ 16 trị vì ở khu vực ở Thượng Ai Cập. Niên đại trị vì từ 1628 - 1627 TCN.
Trái lại, Jürgen von Beckerath xếp ông vào những nhà cai trị của Vương triều thứ 17 trong những nghiên cứu trước đây.

## Chứng thực
Mentuhotepi được chứng thực bởi một tấm bia từ đền Karnak và một con dấu khắc hình bọ hung không rõ nguồn gốc mang tên ngai của ông, được đọc bởi nhiều cách khác nhau như: Sewahenre, Sewadjenre và Seankhenre. Hơn nữa, hai tượng nhân sư bằng đá vôi của Mentuhotepi được phát hiện vào năm 1924 trong đống đổ nát của ngôi đền Horus ở Edfu, một cái có khắc tên ngai Seankhenre và cái còn lại mang tên riêng Mentuhotepi của nhà vua.

## Tên của nhà vua
Việc xác định các Mentuhotepi đã phát triển trong những năm qua: Beckerath liệt kê Mentuhotepi như một vị vua của Vương triều thứ 17 dưới tên Mentuhotep VII và Wolfgang Helck xác định là Mentuhotep VI. Việc xác nhận gần đây của Danh sách Vua Turin bởi Ryholt đã ghi lại tên đầy đủ vua này là Seankhenre Mentuhotepi.

## Cai trị
Nếu niên đại mà Ryholt xác định trong Danh sách Vua Turin là chính xác, Mentuhotepi đã lên ngôi sau khi Neferhotep III qua đời và cai trị chỉ trong 1 năm. vương triều ngắn ngủi của Mentuhotepi của lẽ đã được đánh dấu bởi các cuộc xung đột thường xuyên với các các thủ lĩnh Hyksos của Vương triều XV. Vào thời điểm đó, các pharaon của Vương triều XVI có quyền lực bị hạn chế và thường các vua cai trị trong thời gian rất ngắn ngủi.
Trong tấm bia của ông ở Karnak, Mentuhotepi nhấn mạnh rằng: "Tôi là vua trong nước Thebes, đây là thành phố của tôi"  và gọi Thebes những "người tình của toàn bộ đất đai, thành phố của chiến thắng". Ông đã nhiều lần đem quân tấn công Hyksos, vượt qua những "vùng đất lạ" của quân giặc và có thể, ông đã tiến sâu vào tận Nubia. Sức mạnh quân sự của ông được nhấn mạnh, nhà vua được ví như thần sư tử cái Sekhmet đã giết chết kẻ thù của mình với "hơi thở rực lửa" của mình. Mentuhotepi đã được kế vị bởi Nebiryraw I, người cai trị Thượng Ai Cập trong hơn 25 năm.